# Guysen TV
 (septembre 2011).
Si vous disposez d'ouvrages ou d'articles de référence ou si vous connaissez des sites web de qualité traitant du thème abordé ici, merci de compléter l'article en donnant les références utiles à sa vérifiabilité et en les liant à la section « Notes et références ».
 (novembre 2013).
Guysen TV (prononcer Gui-Senn), du nom de son fondateur Guy Senbel, était une chaîne d'information internationale israélienne en langue française, diffusée 24H/24 et appartenant à l’agence de presse Guysen International News, elle-même appartenant au groupe de presse Guysen. Elle proposait de l’actualité, des émissions culturelles, des émissions économiques et une suite de reportages sur le Moyen-Orient en général. Guysen TV propose également les rubriques météo, bourse et devises.
Cette chaîne était basée à Jérusalem.

## Histoire
En 2013, Guysen TV est rachetée et est devenue i24News, toujours spécialisée dans le Moyen-Orient et l'international, chaine gratuite diffusée en français, anglais et en arabe.

## Identité visuelle

### Logos

Logo de Guysen TV du 2002 au 2 juin 2013.

## Diffusion
Guysen TV était diffusée gratuitement par le web, par les applications smartphones et par différents bouquets, notamment français, belges, israéliens, via la technologie de la télévision par ADSL et le câble et est de ce fait devenue beaucoup plus présente[Quand ?]. Elle a été une des 31 candidates pour les 6 nouvelles fréquences TNT que le CSA a accordées à l'automne 2012 mais n'a pas été retenue.
En France, Guysen TV était diffusée chez les opérateurs Free, Numericable, Orange, Neufbox TV, Bouygues Telecom, Alice et Darty.
Elle est également disponible en Belgique (sur Numericable) et en Israël (sur Hot chaîne no 144)
La chaîne a annoncé l'arrêt définitif de Guysen TV pour le dimanche 2 juin 2013 à 23h59. Une nouvelle chaine i24news a pris sa place depuis le début de juin 2013. 

## Guy Senbel
Universitaire, spécialiste en géopolitique et géostratégie du Moyen-Orient et président du groupe de presse Guysen International News, il est aussi le fondateur du Rallye de la Paix et de l'ONG franco-israélienne « Sauveteurs sans frontières » (הצלה Hatzalah), qui s'est illustrée notamment en janvier 2010 à Haïti.